# Feldmäuse

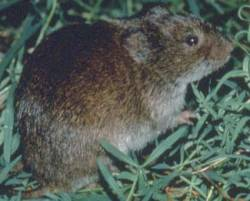
Wiesenwühlmaus (Microtus pennsylvanicus)

Die Feldmäuse oder Kleinwühlmäuse (Microtus) sind eine Nagetiergattung aus der Unterfamilie der Wühlmäuse. Sie umfassen rund 60 Arten, die in Nordamerika, Europa und Asien leben. Der Gattungsname leitet sich aus dem Griechischen ab; μικρός/klein und οὖς/Ohr.

## Beschreibung
Die Kopfrumpflänge der Tiere beträgt 8 bis 18 Zentimeter, der Schwanz ist mit 2 bis 10 Zentimetern eher kurz und misst üblicherweise weniger als die Hälfte der Kopfrumpflänge. Das Gewicht variiert je nach Art von 20 bis 170 Gramm. Das Fell der Tiere ist relativ lang, es ist an der Oberseite gelblich, rötlichbraun, graubraun oder schwarz gefärbt, die Unterseite ist heller. Die Ohren sind klein und fast vollständig vom Fell bedeckt.

## Lebensweise
Feldmäuse bewohnen verschiedene Lebensräume, von Tundren über trockene Grasländer bis hin zu Wäldern. Viele Arten errichten unterirdische Baue. Sie sind meist dämmerungs- oder nachtaktiv und halten keinen Winterschlaf. Das Sozialverhalten ist variabel und zum Teil rätselhaft. Einige Arten leben in Kolonien von hunderten Tieren, reagieren aber trotzdem aggressiv aufeinander.
Wühlmäuse sind strikte Pflanzenfresser, die Gräser, Blätter, Zweige, Knollen, Samen, Nüsse und anderes zu sich nehmen. Sie verzehren dabei oft innerhalb von 24 Stunden das Ausmaß des eigenen Körpergewichtes.

## Systematik
Die genaue Anzahl der Arten und die Einteilung in Untergattungen ist immer noch umstritten. Es werden 63 Arten unterschieden:
- ohne Zuordnung zu einer Untergattung
  - Die Inselwühlmaus (Microtus abbreviatus) lebt nur auf den in der Beringstraße gelegenen Inseln Hall und St. Matthews. Ihr Gefährdungsgrad ist unklar.
  - Die Kalifornische Wühlmaus (Microtus californicus) bewohnt die Pazifik-Küste der USA (von Oregon bis Kalifornien) und Nordmexikos.
  - Die Gelbnasige Wühlmaus (Microtus chrotorrhinus) bewohnt das südöstliche Kanada und die nordöstlichen USA.
  - Die Guatemala-Wühlmaus (Microtus guatemalensis) lebt im südlichen Mexiko und Guatemala.
  - Die Langschwanz-Wühlmaus (Microtus longicaudus) ist im westlichen Nordamerika von Alaska bis Kalifornien verbreitet.
  - Die Mexikanische Wühlmaus (Microtus mexicanus) bewohnt den Südwesten der USA und weite Teile Mexikos. Laut IUCN ist die Art gefährdet.
  - Die Alaska-Wühlmaus (Microtus miurus) lebt in Alaska und dem nordwestlichen Kanada.
  - Die Richardson-Wühlmaus (Microtus richardsoni) ist in den Rocky Mountains in Kanada und den nördlichen USA verbreitet.
  - Die Zempoaltépec-Wühlmaus (Microtus umbrosus) ist nur aus dem Norden des mexikanischen Bundesstaates Chiapas bekannt.
  - Die Gelbwangenwühlmaus (Microtus xanthognathus), eine der größten Arten, bewohnt Wälder in Alaska und Nordkanada.
- Untergattung Microtus
  - Die Erdmaus (Microtus agrestis) lebt in weiten Teilen Europas und des nördlichen Asiens.
  - Die Anatolische Wühlmaus (Microtus anatolicus) ist nur aus der Umgebung der türkischen Stadt Konya bekannt.
  - Die Feldmaus (Microtus arvalis) kommt von Westeuropa bis Sibirien und China vor.
  - Die Cabrera-Wühlmaus (Microtus cabrerae) kommt nur auf der Iberischen Halbinsel vor.
  - Die Dogramaci-Wühlmaus (Microtus dogramacii) ist nur aus den Regionen Amasya und Konya in der Türkei bekannt.
  - Microtus elbeyli kommt in Anatolien in der Türkei vor.
  - Die Mittelmeer-Feldmaus (Microtus guentheri) lebt auf der Balkanhalbinsel, im Nahen Osten und in Nordafrika (Libyen).
  - Die Kasachstan-Wühlmaus (Microtus ilaeus) ist vom Aral-See bis Nordwestchina verbreitet.
  - Die Iranische Wühlmaus (Microtus irani) ist nur aus dem westlichen Iran (Provinz Fars) bekannt.
  - Die Osteuropäische Feldmaus (Microtus levis) kommt vom östlichen Europa (Finnland bis Balkan) bis Sibirien vor. In Spitzbergen wurde sie eingeführt.
  - Die Turkmenistan-Wühlmaus (Microtus paradoxus) lebt in Turkmenistan und dem Nordiran.
  - Die Qazvin-Wühlmaus (Microtus qazvinensis) kommt ausschließlich in der iranischen Provinz Qazvin vor.
  - Die Schidlovsky-Wühlmaus (Microtus schidlovskii) lebt in Georgien und Armenien, ihr genaues Verbreitungsgebiet ist aber unklar.
  - Die Levante-Wühlmaus (Microtus socialis) ist im östlichen Mittelmeerraum sowie in Osteuropa und Zentralasien bis China beheimatet.
  - Die Tatra-Kleinwühlmaus (Microtus tatricus) lebt im Tatra-Gebirge in der Slowakei und Polen, möglicherweise auch in der Ukraine und Rumänien.
  - Microtus transcaspicus ist von Turkmenistan über den Iran bis Afghanistan verbreitet.
- Untergattung Terricola
  - Die Bayerische Kurzohrmaus (Microtus bavaricus) ist aus den bayrischen Alpen und aus Tirol bekannt.
  - Die Kalabrische Wühlmaus (Microtus brachycercus) bewohnt die Kalabrische Halbinsel in Süditalien.
  - Die Kaukasus-Wühlmaus (Microtus daghestanicus) lebt in der Kaukasus-Region von Südrussland bis in die Türkei und Aserbaidschan.
  - Die Mittelmeer-Kleinwühlmaus (Microtus duodecimcostatus) lebt in Portugal, Spanien und Südostfrankreich.
  - Die Felten-Kleinwühlmaus  (Microtus felteni) bewohnt die Balkan-Region von Serbien bis Griechenland.
  - Die Pyrenäen-Wühlmaus (Microtus gerbei) ist in Südwestfrankreich und Nordspanien verbreitet.
  - Die Illyrische Kurzohrmaus (Microtus liechtensteini) ist von Südösterreich und Norditalien bis Serbien beheimatet.
  - Die Iberische Kleinwühlmaus (Microtus lusitanicus) lebt in Portugal und Teilen Spaniens.
  - Die Major-Wühlmaus (Microtus majori) ist von der Nordosttürkei bis in den Iran verbreitet.
  - Die Alpen-Kleinwühlmaus (Microtus multiplex) bewohnt die westlichen Alpen und den Apennin.
  - Die Italien-Kleinwühlmaus (Microtus savii) lebt in Italien und der südlichen Schweiz.
  - Die Schelkovnikov-Wühlmaus (Microtus schelkovnikovi) kommt nur in Aserbaidschan und dem nördlichen Iran vor.
  - Die Kurzohrmaus (Microtus subterraneus) ist im nördlichen und mittleren Europa verbreitet.
  - Die Balkan-Kleinwühlmaus (Microtus thomasi) lebt am westlichen Balkan von Bosnien-Herzegowina bis Griechenland.
- Untergattung Mynomes
  - Die Strandwühlmaus (Microtus breweri) ist nur von der Muskeget-Insel vor der Küste des US-Bundesstaates Massachusetts bekannt.
  - Die Grauschwanz-Wühlmaus (Microtus canicaudus) lebt im Nordwesten der USA (Oregon, Washington).
  - Die Rocky-Mountains-Wühlmaus (Microtus montanus) bewohnt Gebirgsregionen im südwestlichen Kanada und den westlichen USA.
  - Die Oregon-Wühlmaus (Microtus oregoni) ist in Wäldern in Südwestkanada und den West-USA verbreitet.[2]
  - Die Wiesenwühlmaus (Microtus pennsylvanicus) lebt in weiten Teilen Nordamerikas. Die Gull-Wiesenwühlmaus (M. p. nesophilus) ist eine ausgestorbene Unterart.
  - Die Townsend-Wühlmaus (Microtus townsendii) bewohnt Südwestkanada und den Westen der USA.
- Untergattung Alexandromys
  - Die Clarke-Wühlmaus (Microtus clarkei) lebt im südlichen China und in Nord-Myanmar.
  - Die Evoron-Wühlmaus (Microtus evoronensis) ist in der Region Chabarowsk in Ostsibirien heimisch. Sie gilt als vom Aussterben bedroht.
  - Die Schilfwühlmaus (Microtus fortis) lebt im südöstlichen Sibirien, auf der koreanischen Halbinsel und im östlichen China.
  - Die Taiwan-Wühlmaus (Microtus kikuchii) ist auf Taiwan endemisch.
  - Die Chinesische Wasserwühlmaus oder Seewühlmaus (Microtus limnophilus) kommt im nördlichen China vor.
  - Die Amur-Wühlmaus (Microtus maximowiczii) lebt im östlichen Sibirien, in der Mongolei und in Nordostchina.
  - Die Middendorff-Wühlmaus (Microtus middendorffii) ist in Nordsibirien vom Ural bis zur Kolyma verbreitet.
  - Die Mongolische Wühlmaus (Microtus mongolicus) lebt in der Mongolei, in Ostrussland und in Nordostchina.
  - Die Japanische Wühlmaus (Microtus montebelli) ist auf den japanischen Inseln Honshu, Kyushu und Sado beheimatet.
  - Die Burjatien-Wühlmaus (Microtus mujanensis) ist nur von einer Stelle in der russischen Republik Burjatien bekannt. Die Art ist laut IUCN vom Aussterben bedroht.
  - Die Sumpfmaus oder Nordische Wühlmaus (Microtus oeconomus) kommt von Skandinavien bis Ostsibirien sowie im Nordwesten Nordamerikas vor.
  - Die Sachalin-Wühlmaus (Microtus sachalinensis) ist auf der russischen Insel Sachalin endemisch.
- Untergattung Stenocranius
  - Die Schmalköpfige Wühlmaus (Microtus gregalis) ist von Osteuropa über Teile Zentralasiens bis Ostsibirien verbreitet.
- Untergattung Pitymys
  - Die Tarabundi-Wühlmaus (Microtus oaxacensis) ist im mexikanischen Bundesstaat Oaxaca endemisch.
  - Die Kiefernwühlmaus (Microtus pinetorum) lebt in den östlichen USA.
  - Die Jalapa-Wühlmaus (Microtus quasiater) bewohnt das östliche Mexiko.
- Untergattung Pedomys
  - Die Präriewühlmaus (Microtus ochrogaster) lebt in der Great-Plains-Region in Nordamerika.[2]

Die Afghanischen Wühlmäuse (Blanfordimys), Schneemäuse (Chionomys), Lasiopodomys, Neodon, die Blyth-Wühlmaus (Phaiomys) und die Bedford-Wühlmaus (Proedromys) werden manchmal ebenfalls zu den Feldmäusen gerechnet, hier aber als eigene Gattungen geführt.